# Sjkloŭski Rajon
Sjkloŭski Rajon (vitryska: Шклоўскі Раён, ryska: Шкловский район) är ett distrikt i Belarus.   Det ligger i voblasten Mahiljoŭs voblast, i den nordöstra delen av landet, 180 km öster om huvudstaden Minsk.